# (84719) 2002 VR128
(84719) 2002 VR128,hay còn được viết 2002 VR128, là một vật thể bên ngoài sao Hải Vương (TNO). Nó được phát hiện vào năm 2002 bởi Michael Brown và Chad Trujillo. Vật thể này là một plutino, tức là một vật thể cộng hưởng quỹ đạo 2:3 với Sao Hải Vương.

## Đặc điểm vật lý
Kích thước của (84719) 2002 VR128 được Kính thiên văn không gian Herschel đo được là 448,5+42,1
−43,2 km. mặt của (84719) 2002 VR128 có màu đỏ trong dải quang phổ nhìn thấy được.